# Trausella
Trausella is een gemeente in de Italiaanse provincie Turijn (regio Piëmont) en telt 148 inwoners (31-12-2004). De oppervlakte bedraagt 12,1 km², de bevolkingsdichtheid is 12 inwoners per km².

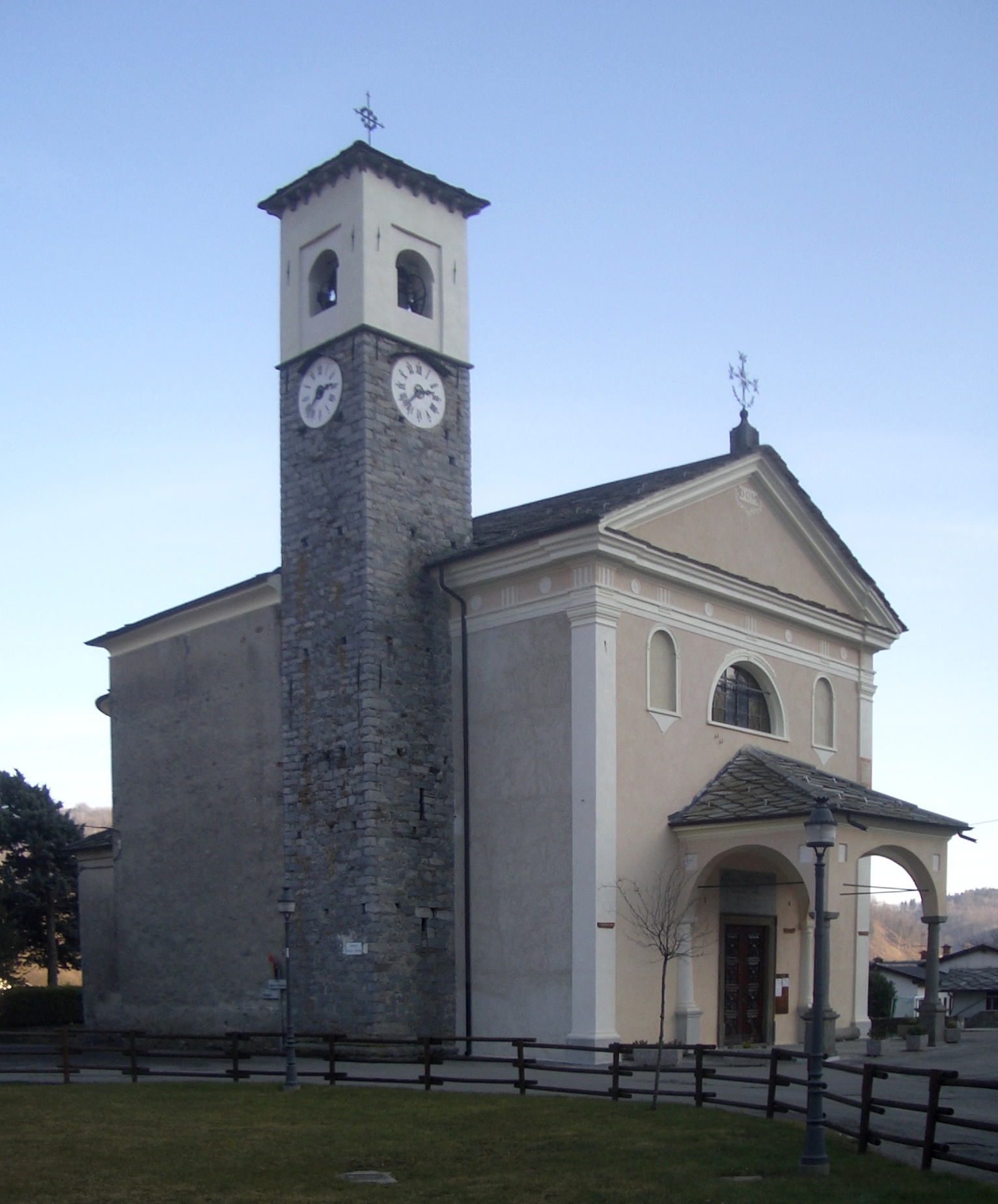
Kerk in Trausella
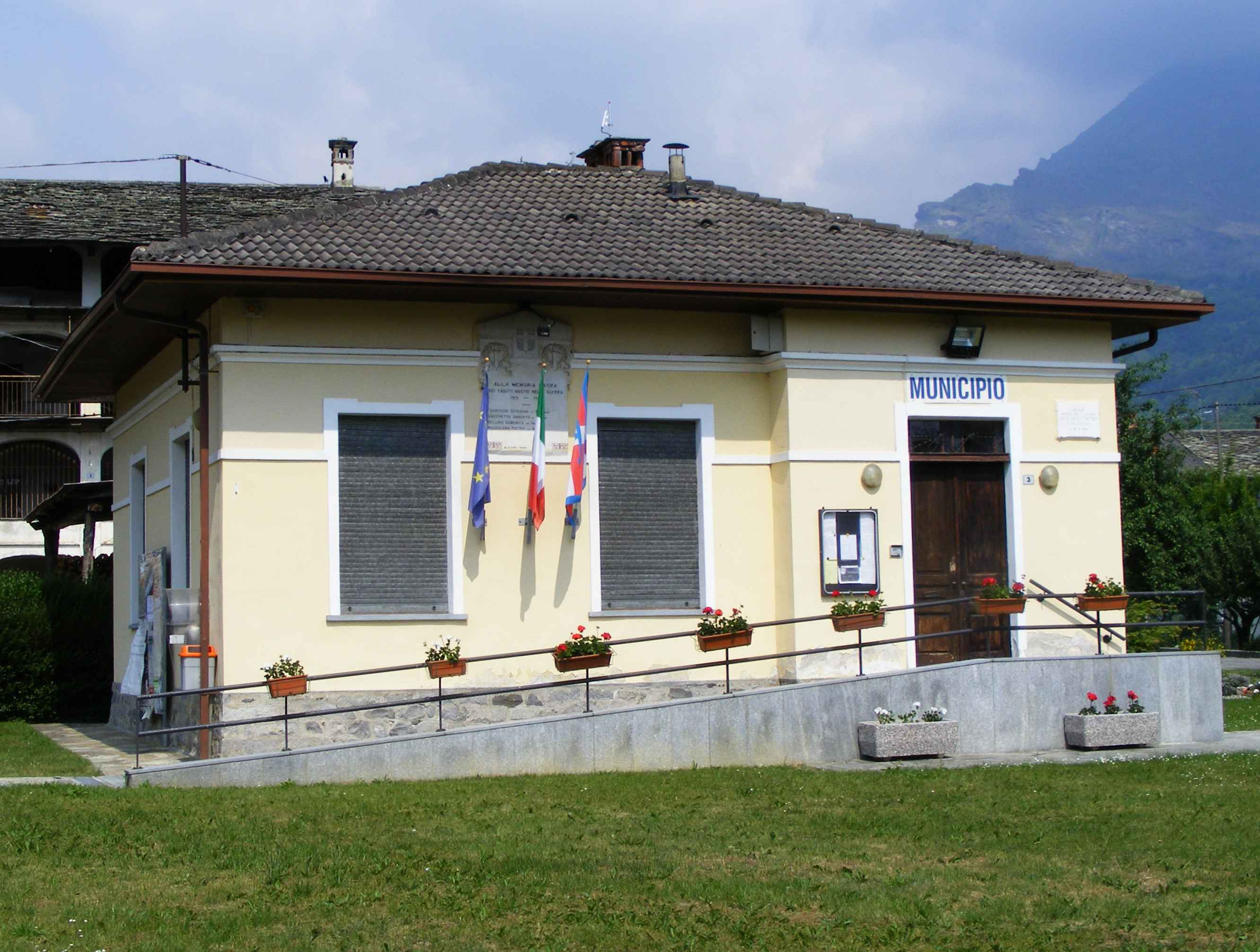
Gemeentehuis

## Demografie
Trausella telt ongeveer 92 huishoudens. Het aantal inwoners daalde in de periode 1991-2001 met 1,4% volgens cijfers uit de tienjaarlijkse volkstellingen van ISTAT.
| Jaar | Inwoneraantal |
| ---- | ------------- |
| 1991 | 141           |
| 2001 | 139           |

## Geografie
De gemeente ligt op ongeveer 654 m boven zeeniveau.
Trausella grenst aan de volgende gemeenten: Donnas (AO), Quincinetto, Traversella, Brosso, Meugliano, Castellamonte, Alice Superiore, Rueglio, Vico Canavese, Castelnuovo Nigra.
1. ↑  Popolazione Residente al 1° Gennaio 2018. Istituto Nazionale di Statistica. Geraadpleegd op 16 maart 2019.